# Cordon (militaire)
Pour les articles homonymes, voir Cordon.
Dans les fortifications le cordon est une moulure de forme semi-circulaire (ou rectangulaire pour les fortifications du XIXe siècle) en saillie située sur la partie haute de l'escarpe ou de la contrescarpe.

## Fonction
Le cordon est destiné à dévier les eaux de pluie afin de rendre plus difficile l'escalade.[réf. nécessaire]

À l'origine, le cordon séparait le mur d'escarpe vertical du mur de base taluté. Au cours du temps il fut remonté progressivement jusqu'à la base des parapets.
Au-dessus du cordon se trouve la tablette.

## Galerie

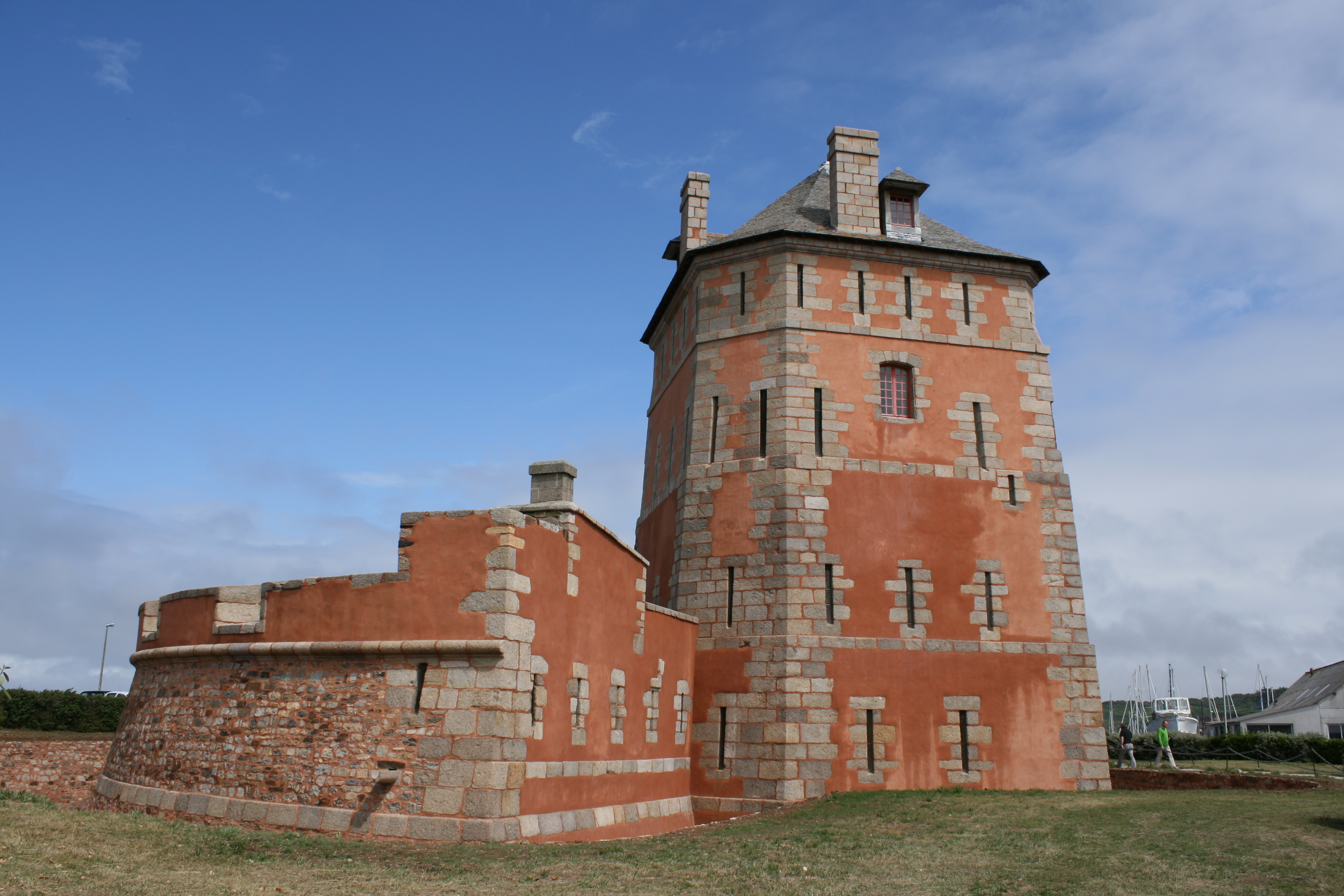
Tour Vauban à Camaret-sur-Mer avec, à l'avant plan, un ouvrage où le parapet est séparé de l'escarpe par un cordon.
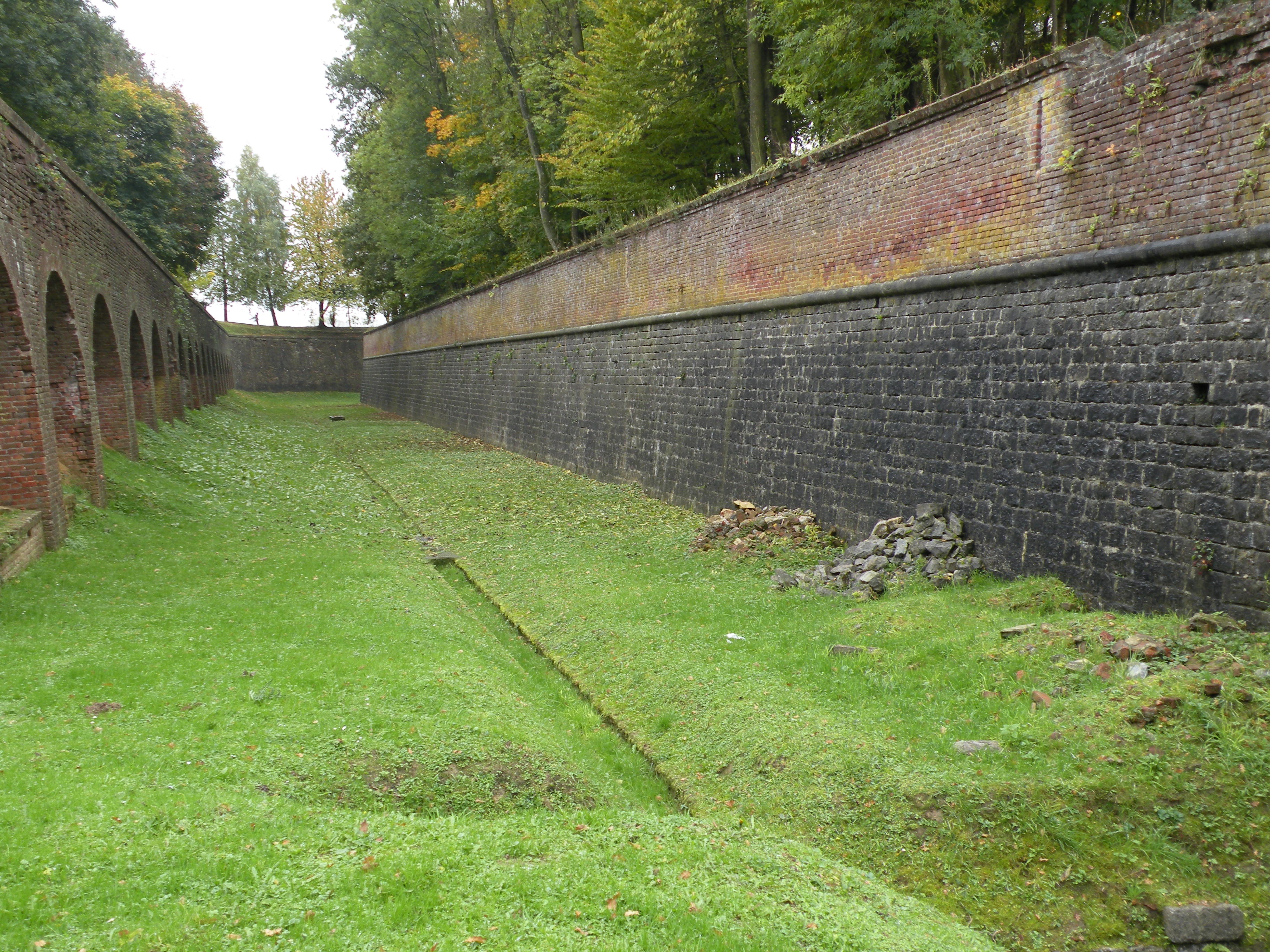
Un cordon du Fort de Leveau.
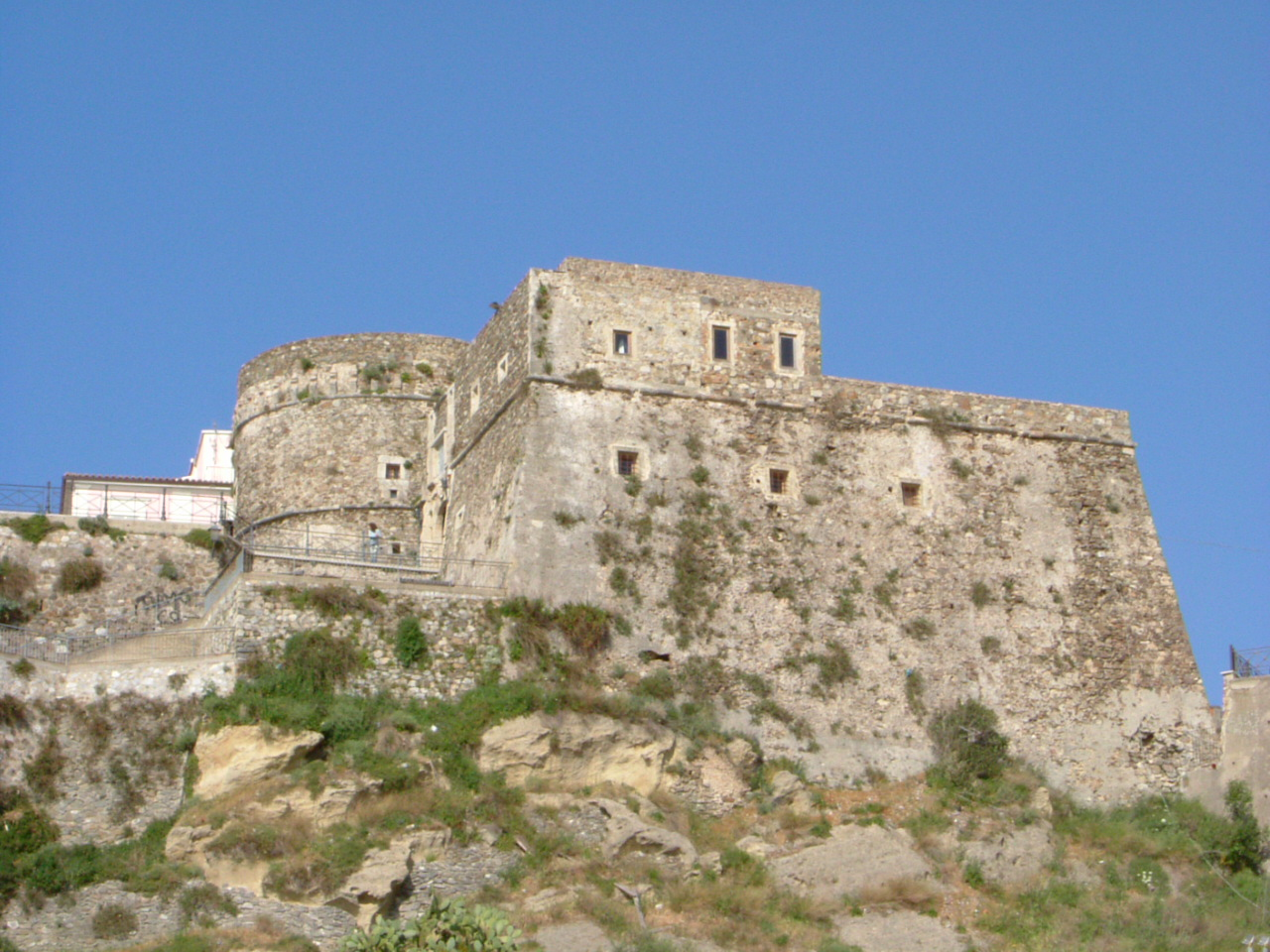
Le château de Pizzo avec un cordon.
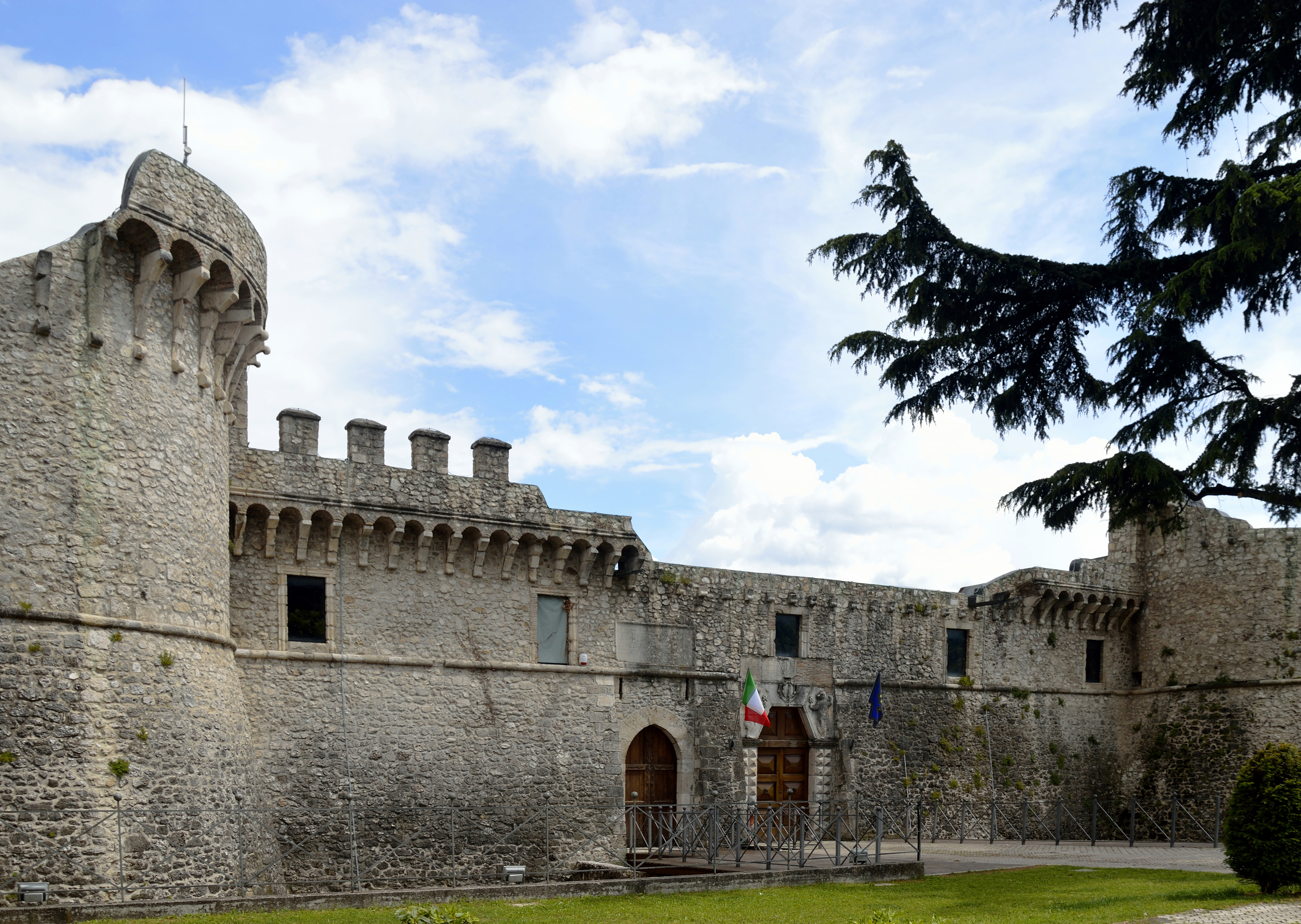
Le château Orsini-Colonna d'Avezzano.
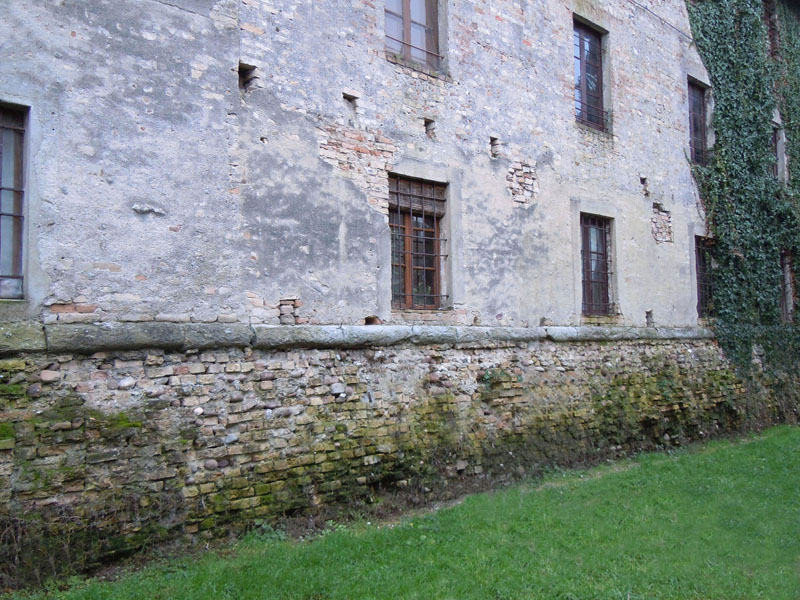
Castel Goffredo.